# Abe Pollin
Abe Pollin (3 décembre 1923 - 24 novembre 2009) était un propriétaire de nombreuses franchises de sport professionnel dont les Capitals de Washington de la Ligue nationale de hockey, les Washington Mystics en Women's National Basketball Association (WNBA) et les Washington Wizards en National Basketball Association (NBA). Pollin fut le plus ancien propriétaire d'une équipe NBA, en détenant la franchise des Packers/Zephyrs/Bullets/Wizards durant 46 ans. Il est l'un des plus célèbres propriétaires d'équipes sportives de l'histoire

## Biographie
Pollin est le fils de M. et Mme Morris Pollin. Lorsqu'il a 8 ans, la famille de Pollin déménage dans la région de Washington D.C. de Philadelphie. Pollin est diplômé de l'Université George Washington en 1945 et occupe dans la foulée un emploi dans l'entreprise de construction familiale.
Abe Pollin est à la tête d'un groupe d'investisseurs acquérant les Baltimore Bullets en 1964. Il déménagea l'équipe dans la région de Washington en 1973 après la construction du Capital Centre. Il est d'ailleurs le constructeur et le propriétaire de cette salle. En 1996, Pollin annonce qu'il change le nom de l'équipe, estimant que le nom "Bullets" a une connotation trop négative. Notre slogan est "plus rapide qu'une balle", mais il n'est plus approprié. ("Our slogan used to be 'Faster than a speeding bullet,' but that is no longer appropriate,") déclara Pollin à la presse. Un concours est alors organisé pour trouver un nouveau nom à l'équipe. Elle est rebaptisée "Wizards." Abe Pollin est le président et actionnaire majoritaire de la société Washington Sports and Entertainment, qui détient les Wizards et le Verizon Center.
Pollin décède le 24 novembre 2009 d'une maladie rare du cerveau.
Il avait fait un don de 3 millions de dollars afin de trouver un remède contre cette maladie.

## Source
- (en) Cet article est partiellement ou en totalité issu de l’article de Wikipédia en anglais intitulé « Abe Pollin » (voir la liste des auteurs).